# Plęsy (osada leśna w województwie łódzkim)
Plęsy – osada leśna w Polsce, położona w województwie łódzkim, w powiecie wieruszowskim, w gminie Galewice.
W latach 1975–1998 miejscowość należała administracyjnie do województwa kaliskiego.